# Souvigny-en-Sologne

Souvigny-en-Sologne este o comună în departamentul Loir-et-Cher, Franța. În 1 ianuarie 2022 avea o populație de 509 de locuitori.